# Vittime della seconda guerra mondiale
La stima del numero totale di vittime della seconda guerra mondiale non è determinabile con certezza e varia molto, ma le cifre più accertate e per cui tutti vanno più o meno d'accordo parlano di un totale, tra militari e civili, compreso tra 60 milioni e più di 68 milioni di morti.
Il paese con più morti in valore assoluto fu l'Unione Sovietica, mentre in rapporto alla popolazione fu Singapore con più di 28 abitanti su cento. 

## Vittime suddivise per nazionalità

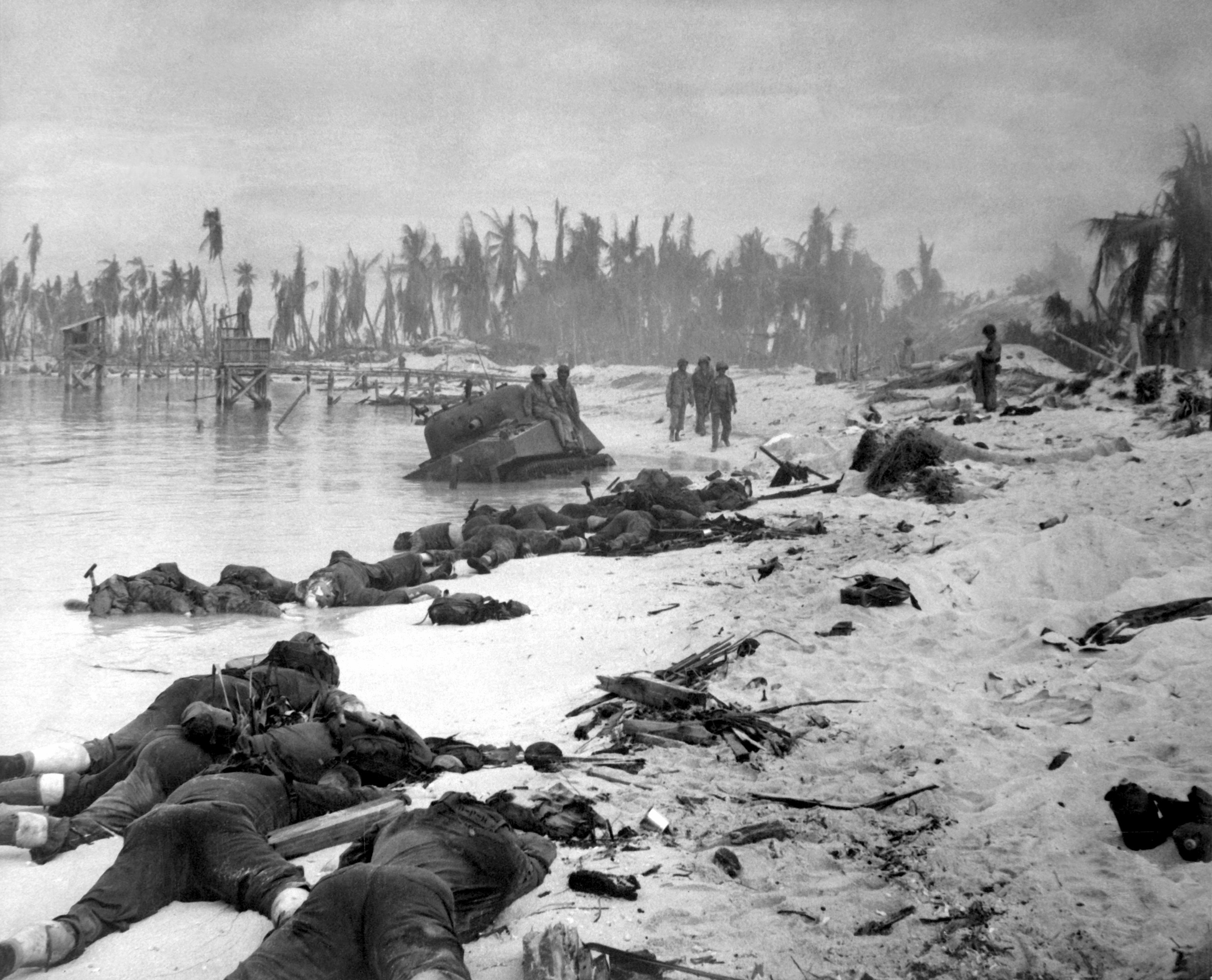
Corpi di marines americani sulla spiaggia di Tarawa dopo i combattimenti. Oltre 6.000 soldati americani e giapponesi morirono nei combattimenti.

| Stato                 | Abitanti (1939) | Vittime militari | Vittime civili | Vittime totali | Vittime in percentuale % della popolazione del 1939 |
| --------------------- | --------------- | ---------------- | -------------- | -------------- | --------------------------------------------------- |
| Albania               | 1.100.000       | 28.000           |                | 28.000         | 2.54                                                |
| Australia             | 7.000.000       | 39.366           | 735            | 40.101         | 0.57                                                |
| Belgio                | 8.000.000       | 12.000           | 8.873          | 20.873         | 0.26                                                |
| Birmania              | 17.500.000      | 0                | 60.000         | 60.000         | 0.34                                                |
| Brasile               | 41.500.000      | 493              | 0              | 493            | 0.001                                               |
| Bulgaria              | 6.300.000       | 22.000           | 0              | 22.000         | 0.34                                                |
| Canada                | 11.600.000      | 39.300           | 0              | 39.300         | 0.33                                                |
| Cecoslovacchia        | 15.300.000      | 30.000           | 340.000        | 370.000        | 2.41                                                |
| Cina                  | 530.000.000     | 4.100.000        | 15.500.000     | 19.600.000     | 3.69                                                |
| Corea                 | 23.400.000      | 0                | 378.000        | 378.000        | 1.61                                                |
| Danimarca             | 3.800.000       | 0                | 4.100          | 4.100          | 0.10                                                |
| Estonia               | 1.100.000       | 0                | 40.000         | 40.000         | 3.63                                                |
| Etiopia               | 14.100.000      | 5.000            | 200.000        | 205.000        | 1.45                                                |
| Filippine             | 16.400.000      | 42.000           | 119.000        | 161.000        | 0.98                                                |
| Finlandia             | 3.700.000       | 91.000           | 2.000          | 93.000         | 2.51                                                |
| Francia               | 41.700.000      | 210.000          | 350.000        | 560.000        | 1.34                                                |
| Germania              | 78.000.000      | 5.318.000        | 2.100.000      | 7.418.000      | 9.51                                                |
| Giappone              | 78.000.000      | 1.930.000        | 700.000        | 2.630.000      | 3.37                                                |
| Grecia                | 7.200.000       | 23.000           | 777.000        | 800.000        | 11.11                                               |
| India                 | 345.000.000     | 36.100           | 1.500.000      | 1.536.100      | 0.44                                                |
| Indocina              | 24.600.000      | 2.000            | 485.000        | 487.000        | 1.98                                                |
| Indonesia             | 70.500.000      | 0                | 4.000.000      | 4.000.000      | 5.67                                                |
| Iraq                  | 3.700.000       | 1.000            | 0              | 1.000          | 0.02                                                |
| Isole del Pacifico    | 1.900.000       | 0                | 57.000         | 57.000         | 0.30                                                |
| Italia                | 43.800.000      | 319.207          | 153.147        | 472.354        | 1.07                                                |
| Jugoslavia            | 15.400.000      | 300.000          | 900.000        | 1.200.000      | 7.79                                                |
| Lettonia              | 2.000.000       | 0                | 220.000        | 220.000        | 11.00                                               |
| Lituania              | 2.500.000       | 0                | 345.000        | 345.000        | 13.80                                               |
| Lussemburgo           | 300.000         | 0                | 4.000          | 4.000          | 1.33                                                |
| Malaysia              | 5.500.000       | 0                | 83.000         | 83.000         | 1.50                                                |
| Malta                 | 300.000         | 0                | 2.000          | 2.000          | 0.66                                                |
| Mongolia              | 700.000         | 300              | 0              | 300            | 0.04                                                |
| Nuova Zelanda         | 1.600.000       | 12.200           | 0              | 12.200         | 0.76                                                |
| Norvegia              | 2.900.000       | 3.000            | 7.000          | 10.000         | 0.34                                                |
| Paesi Bassi           | 8.700.000       | 12.000           | 200.000        | 212.000        | 2.43                                                |
| Polonia               | 34.800.000      | 123.000          | 5.500.000      | 5.623.000      | 16.15                                               |
| Regno Unito           | 47.800.000      | 272.000          | 93.500         | 365.500        | 0.76                                                |
| Romania               | 19.900.000      | 317.000          | 450.000        | 767.000        | 3.85                                                |
| San Marino            | 12.100          | 0                | 63             | 63             | 0.52                                                |
| Singapore             | 700.000         | 0                | 200.000        | 200.000        | 28.57                                               |
| Spagna                | 25.500.000      | 4.000            | 0              | 4.000          | 0.01                                                |
| Stati Uniti d'America | 132.000.000     | 405.399          | 8.000          | 413.399        | 0.31                                                |
| Sudafrica             | 10.300.000      | 6.841            | 0              | 6.841          | 0.06                                                |
| Svezia                | 6.341.000       | 0                | 600            | 600            | 0.009                                               |
| Thailandia            | 15.300.000      | 5.647            | 310            | 5.957          | 0.03                                                |
| Tunisia               | 2.781.000       | 1.700            | 450            | 2.150          | 0.07                                                |
| Ungheria              | 9.200.000       | 300.000          | 280.000        | 580.000        | 6.30                                                |
| Unione Sovietica      | 168.500.000     | 8.000.000        | 17.000.000     | 25.000.000     | 14.83                                               |
| Totale                | 1.908.622.000   | 24.408.154       | 43.638.905     | 68.047.059     | 3.56                                                |